# Трійник (фітинг)

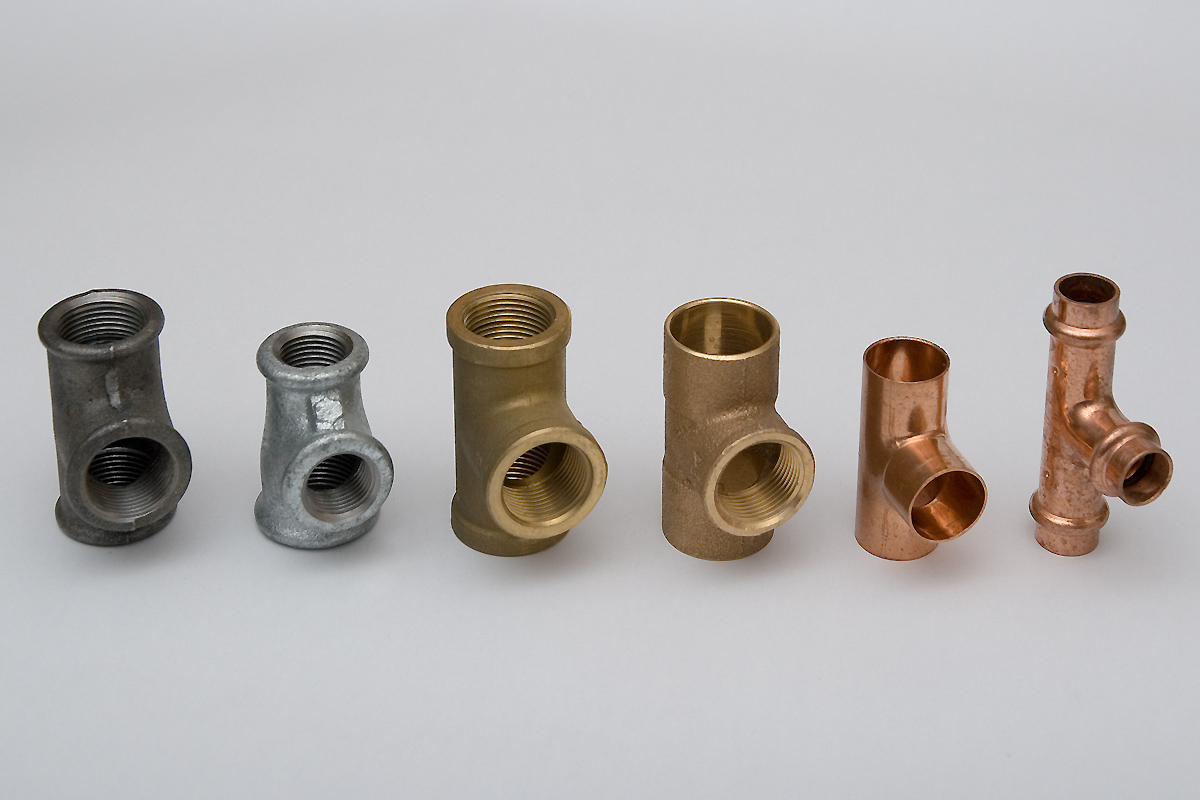
Трійники (зліва направо): з вуглецевої сталі звичайні і з антикорозійним покриттям, латуні, бронзи та міді

Трійни́к — з'єднувальна деталь трубопроводів з осями, що перетинаються та має вигляд двох відтинків труби різної довжини, розташованих зазвичай під кутом 90° один відносно одного і сполучених між собою. Трійники встановлюються в процесі монтажу трубопроводу і призначені для приєднання бокових відгалужень трубопроводу до його магістральної частини. Встановлюють на ділянках, де необхідно підключити до основної магістралі додаткове бічне відгалуження для поділу потоку речовини, що транспортується або навпаки — зведення потоків в один.
Частина трійника, вихідні отвори якого розташовані один навпроти одного під кутом 180°, часто називають магістраллю, оскільки вона приєднується у стик до основного трубопроводу. Відповідно іншу частину, вихідний отвір якої розташований на осі, що перпендикулярна до осі магістральних отворів, називають відгалуженням (або штуцером), оскільки вона приєднується до труб відгалужень.

## Класифікація трійників
Трійники класифікуються за декількома ознаками:
- за матеріалом виготовлення трійники поділяються на пластмасові, латунні, мідні, сталеві (звичайні і нержавкі) або чавунні. Нержавкі (з нержавкої сталі або з антикорозійним покриттям) трійники застосовуються в умовах роботи з агресивним середовищем, наприклад, у нафтогазовій або хімічної промисловості, а трійники з конструкційної сталі, кольорових металів і пластику — для транспортування пари, холодної та гарячої води у водопроводах та системах опалення;
- у залежності від методу виготовлення трійники можуть бути зварними або штампованими. Штампований трійник виготовляється методом гарячого штампування з наступною механічною обробкою, а трійник зварний виконується у вигляді конструкції з привареним штуцером. Крім того, трійники можуть бути штампозварними, у виробництві яких використовується як штампування тіла трійника, так і приварювання фланця;
- за методом кріплення трійники поділяються на фланцеві, муфтові, різьбові і приварні. Вибір оптимального способу кріплення залежить від призначення трубопроводу, умов його експлуатації, вимог до міцності і герметичності з'єднання, а також від матеріалу трійника;
- за принципом дії трійники можуть бути рівнопрохідні або перехідними. Рівнопрохідні трійники мають три однакових отвори і застосовуються для з'єднання труб однакового діаметра. Конструкція перехідних трійників передбачає наявність одного отвору з меншим діаметром. Такі трійники призначаються не тільки для розгалуження потоку речовини, але і для зміни тиску в системі.

## Основні характеристики трійників
Основними характеристиками трійників вважаються:
- умовний прохід — DN;
- зовнішній діаметр торців рівнопрохідних трійників або більший зовнішній діаметр торців перехідних трійників — Dн;
- менший зовнішній діаметр торця перехідного трійника — Dн1;
- умовний тиск — Ру;
- товщина стінки деталей на торцях діаметра Dн — T;
- товщина стінки деталей на торцях діаметра Dн1 — T1.